# 보호 링

보호 모드에서 이용할 수 있는 x86의 권한 링.

컴퓨터 과학에서 계층 보호 도메인(hierarchical protection domains), 즉 보호 링(protection rings)은 결함 (결함 내성) 및 악성 행동 (컴퓨터 보안)으로부터 데이터와 기능을 보호하는 매커니즘이다. 이러한 접근은 능력 기반 보안(capability-based security)의 접근과 완전히 반대이다.

## 수퍼바이저 모드
수퍼바이저 모드(supervisor mode)는 시스템 수준의 소프트웨어에서 실행하는 코드가 변경할 수 있는 하드웨어 중재 플래그이다. 시스템 수준의 작업이나 스레드는 이들이 실행되는 동안 이 플래그 집합을 가지지만 사용자 공간의 응용 프로그램들은 그렇지 않다.
PC월드에 따른 예는 다음과 같다:
- 리눅스, 윈도우는 수퍼바이저/사용자 모드를 사용하는 운영 체제이다. 특별한 명령을 수행하기 위해 사용자 모드 코드는 시스템 호출을 수퍼바이저 모드나 커널 공간으로 호출하여야 운영 체제의 신뢰된 코드가 필요한 작업을 수행하여 사용자 공간으로 이를 반환할 수 있다.
- 도스 (EMM386과 같은 386 메모리 관리자가 적재되지 않는 동안) 및 기타 단순 운영 체제, 수많은 임베디드 장치는 영구적으로 수퍼바이저 모드에서 실행되는데, 이는 드라이버가 사용자 프로그램으로서 직접 작성될 수 있음을 의미한다.

## 하이퍼바이저 모드
인텔과 AMD가 출시한 최근의 CPU는 하이퍼바이저가 링 0 하드웨어 접근을 제어할 수 있게 하는 x86 가상화 명령을 제공한다. 이들이 서로 호환되지는 않지만, 인텔 VT-x (코드이름 Vanderpool), AMD-V (코드이름 Pacifica) 둘 다 새로운 "링-1"을 만들어내는데, 이로써 게스트 운영 체제가 링 0 동작을 호스트 운영 체제나 다른 게스트 운영 체제에 영향을 미치지 않고도 네이티브하게 수행할 수 있다.

## 같이 보기
- 시스템 호출
- 보호 모드
- 멀틱스

## 참조
1. ↑  Paul A. Karger, Andrew J. Herbert, An Augmented Capability Architecture to Support Lattice Security and Traceability of Access, sp, p. 2, 1984 IEEE Symposium on Security and Privacy, 1984
2. ↑  Walter Binder, Design and Implementation of the J-SEAL2 Mobile Agent Kernel, saint, p. 35, 2001 Symposium on Applications and the Internet (SAINT'01), 2001
3. ↑  Dornan, Andy (2005년 11월 1일). “Intel VT vs. AMD Pacifica”. CMP. 2012년 2월 12일에 원본 문서에서 보존된 문서. 2008년 7월 16일에 확인함.

## 참고 문헌
- David T. Rogers:  A FRAMEWORK FOR DYNAMIC SUBVERSION[깨진 링크(과거 내용 찾기)] Thesis, June 2003 (pdf)
- Glossary of Multics acronyms and terms: Ring 보관됨 2016-01-17 - 웨이백 머신
- William J. Caelli: Relearning "Trusted Systems" in an Age of NIIP: Lessons from the Past for the Future.[깨진 링크(과거 내용 찾기)] 2002 (pdf)
- Haruna R. Isa, William R. Shockley, Cynthia E. Irvine: A Multi-threading Architecture for Multilevel Secure Transaction Processing 1999 (pdf)
- Ivan Kelly: Report Porting MINIX to Xen 2006
- Paul Barham, Boris Dragovic, Keir Fraser, Steven Hand, Tim Harris, Alex Ho, Rolf Neugebauer, Ian Pratt, Andrew Warfield: Xen and the Art of Virtualization 2003 (pdf)
- Marcus Peinado, Yuqun Chen, Paul England, and John Manferdelli: NGSCB: A Trusted Open System (pdf)
- Michael D. Schroeder, Jerome H. Saltzer: A Hardware Architecture for Implementing Protection Rings 1972 (pdf)
- Intel Architecture Software Developer's Manual Volume 3: System Programming (Order Number 243192) Chapter 4 Protection; section 4.5 Privilege levels. (pdf)
- Tzi-cker Chiueh, Ganesh Venkitachalam, Prashant Pradhan: Integrating segmentation and paging protection for safe, efficient and transparent software extensions 1999 Chapter 3: Protection hardware features in Intel X86 architecture; section 3.1 Protection checks. (pdf)
- Takahiro Shinagawa, Kenji Kono, Takashi Masuda: Exploiting Segmentation Mechanism for Protecting Against Malicious Mobile Code 2000 chapter 3 Implementation; section 3.2.1 Ring Protection (pdf)
- Boebert, William Earl and R. Kain. A Practical Alternative to Hierarchical Integrity Policies. Proceedings of the 8th National Computer Security Conference, 1985.
- Gorine, Andrei and Krivolapov, Alexander. Kernel Mode Databases: A DBMS technology for high-performance applications, Dr. Dobb's Journal, May, 2008.